# Tony Sewell
Cleveland Anthony Sewell, baron Sewell de Sanderstead, (né le 6 août 1959), est un consultant en éducation britannique et fondateur et président de l'association caritative éducative Generating Genius. En juillet 2020, Sewell est nommé président de la Commission sur les disparités raciales et ethniques chargée d'examiner les disparités raciales au Royaume-Uni. Il siège en tant que pair à vie à la Chambre des lords.

## Jeunesse et éducation
Tony Sewell est né à Brixton, Londres, le 6 août 1959 et grandit à Penge, une banlieue londonienne de Bromley. Les parents de Sewell sont arrivés au Royaume-Uni depuis la Jamaïque dans les années 1950. Pendant son enfance, Sewell est membre des scouts et une grande partie de son adolescence est consacrée à des activités de groupes de jeunes de l'église à Sydenham et dans les environs.
En 1981, Sewell est diplômé de l'Université de l'Essex avec un baccalauréat ès arts en littérature anglaise. Il obtient ensuite un doctorat en éducation de l'Université de Nottingham en 1995, avec une thèse sur "la relation entre la sous-culture des garçons afro-caribéens et la scolarité".

## Carrière professionnelle
Après avoir obtenu son diplôme universitaire, Sewell est employé comme enseignant à Brent. Il quitte ce poste pour enseigner en Jamaïque pendant deux ans.
À la fin des années 1980 et au début des années 1990, il écrit une chronique hebdomadaire de commentaires sociaux pour The Voice "Live and Kicking". Sewell avait également un programme hebdomadaire sur Choice FM en tant qu'animateur de talk-show.
Après avoir obtenu son doctorat en 1995, Sewell travaille pendant de nombreuses années comme chargé de cours à l'Université Kingston et à l'Université de Leeds.
Sewell contribue à la transformation de l'éducation à Hackney au sein de l'équipe qui met en place le Learning Trust et la Mossbourne School.
En 2012, Sewell est nommé par le maire de Londres, Boris Johnson, pour présider une enquête sur les défis auxquels sont confrontées les écoles primaires et secondaires de Londres. Les conclusions de l'enquête conduisent le gouvernement à accepter de payer 26 millions de livres sterling pour améliorer la connaissance des matières des enseignants dans le cadre du London Schools Excellence Fund,.
En octobre 2015, Sewell est nommé membre du Youth Justice Board pour l'Angleterre et le Pays de Galles.
En juillet 2020, Sewell est nommé président d'une commission gouvernementale chargée d'examiner la disparité raciale au Royaume-Uni. Sa nomination est critiquée par le Conseil musulman de Grande-Bretagne, qui fait valoir que Sewell est « désireux de minimiser les disparités raciales ». Le 31 mars 2021, la Commission sur les disparités raciales et ethniques dirigée par Sewell, publie son rapport de 258 pages qui conclut que si le racisme existe au Royaume-Uni, le Royaume-Uni n'est pas institutionnellement raciste.
La gauche politique critique les conclusions du rapport pour avoir minimisé l'étendue du racisme en Grande-Bretagne,. Le rapport est cependant salué par l'écrivain et ancien commissaire à la mobilité sociale David Goodhart et par le Times, qui le décrit comme un "document nuancé et pratique",. Le Runnymede Trust, un groupe de réflexion sur l'égalité raciale, se déclare "déçu" par le rapport et son déni de l'existence du racisme institutionnel.
En mars 2022, le rapport Inclusive Britain est publié. Il s'agit de la réponse officielle du gouvernement au rapport Sewell, qui accepte toutes les recommandations formulées dans le rapport.
Dans les honneurs d'anniversaire de 2016, Sewell est nommé Commandeur de l'Ordre de l'Empire britannique (CBE) pour ses services à l'éducation,.
Le 14 octobre 2022, dans le cadre des distinctions spéciales 2022, Sewell est nommé pair à vie. Le 16 décembre 2022, il est créé baron Sewell de Sanderstead, de Sanderstead dans le comté de Surrey,.